# Marni Kotak
 (novembre 2021).
Marni Kotak (née en 1974) est une artiste américaine principalement connue pour sa performance de longue durée intitulée The Birth of Baby X, dans laquelle elle a donné naissance à son fils Baby X (alias Baby Ajax) le 25 octobre 2011 en direct à la Microscope Gallery de Brooklyn (États-Unis),,.

## Formation
Marni Kotak a obtenu son Bachelor of Arts (BA) au Bard College et son Master of Fine Arts (MFA) au Brooklyn College en 2006.
L'exposition de fin de maîtrise construite avec les 18 autres élèves de sa promotion a été fermée et censurée par les autorités new-yorkaises,,
Les artistes nouvellement diplômés ont poursuivi le Brooklyn College puis, en échange d'une récompense monétaire et d'excuses formelles de Julis Spiegel, commissaire des parcs de l'arrondissement de Brooklyn, ils ont finalement réglé leur différend avec la ville.

## Performances
Le travail de Marni Kotak, dans lequel elle présente sa vie quotidienne comme une performance, comprend des reconstitutions en direct de sa propre naissance, de la perte de sa virginité dans une Plymouth bleue et de sa participation aux funérailles de son grand-père. Elle travaille actuellement sur une performance en cours recontextualisant l'acte quotidien d'élever un enfant en tant qu'art de la performance, appelée Raising Baby X, avec son fils au centre de la performance,.
En 2014, Marni Kotak a annoncé qu'elle prenait des médicaments pour se remettre d'une dépression post-partum et que sa prochaine œuvre d'art de la performance impliquerait d'arrêter progressivement ce traitement en public.

## Prix et reconnaissance
Marni Kotak a été lauréate du prix 2012-2013 du Franklin Furnace Fund  et d'une subvention du Brooklyn Arts Council. En 2011, elle a été nommée l'une des « Femmes qui ont secoué le monde de l'art » par ARTINFO.